# Kiril Despodov
Kiril Vasilev Despodov (in bulgaro Кирил Василев Десподов?; Kresna, 11 novembre 1996) è un calciatore bulgaro, centrocampista o attaccante del PAOK e della nazionale bulgara.

## Carriera

### Club

#### Liteks Loveč

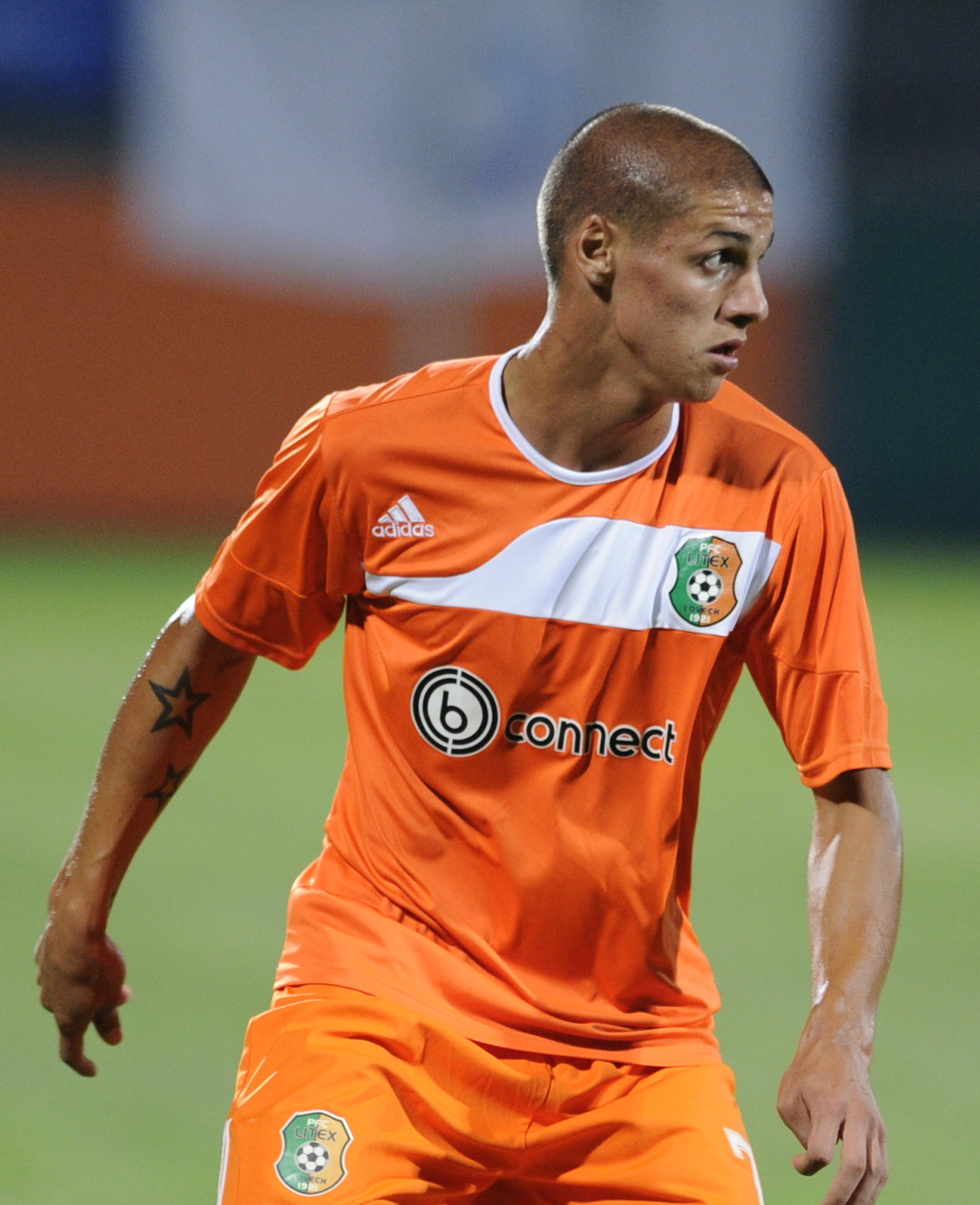
Despodov a inizio carriera, nel 2012, con il

Inizia a giocare a calcio nel Liteks Loveč, con cui esordisce il 12 maggio 2012, all'età di 15 anni, nella partita vinta per 5-0 in casa contro il Kaliakra, valida per la massima serie bulgara, entrando in campo al 72'. Segna per la prima volta in carriera due stagioni dopo, il 10 agosto 2013, realizzando il gol del definitivo 5-1 al 79', cinque minuti dopo l'entrata in campo, in casa contro il Pirin Goce Delčev, in campionato. In cinque stagioni in arancioverde gioca 50 partite, segnando 5 reti in prima squadra e disputando anche 13 gare con la squadra B in seconda serie, realizzando 2 gol.

#### CSKA Sofia
Nell'estate 2016 si trasferisce al CSKA Sofia, nel frattempo ritornato in massima serie grazie ad uno scambio di titoli sportivi che coinvolge anche il Liteks Loveč, sua ex squadra, che riparte dalla terza serie. Esordisce il 29 luglio alla prima di campionato, nel derby casalingo contro lo Slavia Sofia vinto per 2-0, giocando come titolare. L'11 marzo 2017 realizza il primo gol, segnando il punto del parziale 2-0 al 39' nella partita di massima serie vinta per 2-1 in casa contro il Montana. Chiude la stagione d'esordio con 4 gol in 25 partite.
La stagione 2017-2018 inizia bene per Despodov, che realizza il gol del definitivo 2-6 del CSKA Sofia in casa del Botev Plovdiv. Il rendimento è buono anche in Coppa di Bulgaria, dove il giocatore segna due reti contro il Botev Vraca e il Ludogorec (contro cui segna il gol della vittoria per 2-1); contro questi ultimi, campioni di Bulgaria, Despodov va in rete anche al ritorno, con un calcio di punizione. Alla fine della stagione, terminata con 33 presenze e 11 gol, viene premiato come miglior giovane talento della Bulgaria.
Nell'edizione 2018-2019 di Europa League segna una doppietta contro gli austriaci dell'Admira Wacker, nella partita vinta per 3-0. In campionato il rendimento è molto positivo, con 8 gol in 16 partite di campionato fino a gennaio e in totale 10 gol in 22 apparizioni stagionali.
Complessivamente, con il CSKA Sofia colleziona 80 presenze e 25 gol tra campionato e coppe.

#### Cagliari

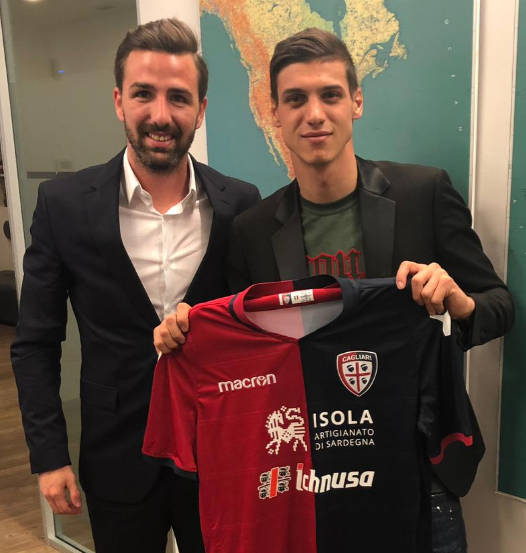
Despodov al Cagliari nel 2019.

Il 31 gennaio 2019 viene acquistato dal Cagliari, con cui firma un contratto fino al 2023 con opzione per un altro anno. Il 10 febbraio seguente esordisce in Serie A, subentrando al 76' della partita persa in casa del Milan per 3-0.

#### Strum Graz, ritorno al Cagliari e Ludgorec
Il 2 settembre 2019 il Cagliari cede il giocatore in prestito allo Strum Graz. Debutta il 14 settembre contro il LASK e il 26 ottobre mette a segno i suoi primi gol con la squadra di Graz, realizzando una tripletta contro il St. Pölten nella partita vinta per 4-0 in trasferta.
Terminato il prestito, fa ritorno al Cagliari, con cui gioca una sola partita prima di venire ceduto in prestito al Ludogorec nell'ottobre 2020. Debutta con la squadra di Razgrad il 22 ottobre, subentrando nel secondo tempo della partita pareggiata per 1-1 in casa del Carsko Selo. Il 19 giugno 2021 viene riscattato dal club.

### Nazionale
Inizia a giocare con le nazionali giovanili bulgare nel 2012, all'età di 15 anni, con l'Under-17, con cui gioca, fino al 2013, 19 gare, di cui 9 nelle qualificazioni agli Europei di categoria 2012 e 2013, segnando 9 reti. Nello stesso anno passa in Under-19, con cui scende in campo 24 volte, 17 delle quali nelle qualificazioni agli Europei Under-19 2013, 2014 e 2015, realizzando 7 gol.
Debutta in nazionale maggiore il 7 febbraio 2015, in un'amichevole contro la Romania giocata ad Adalia e pareggiata per 0-0, entrando in campo al 92'. Un mese dopo, il 31 marzo, esordisce anche in Under-21, nelle qualificazioni all'Europeo 2017, giocando dal primo minuto la partita persa per 3-1 in trasferta a Cardiff contro il Galles. L'8 settembre 2015 segna per la prima volta con la nazionale Under-21, realizzando il gol del definitivo 3-0 al 78', a Razgrad, contro il Lussemburgo, sempre nelle qualificazioni all'Europeo 2017.
Nel 2016 gioca il Torneo di Tolone con la nazionale bulgara Under-23, eliminata al termine della fase a gironi.
Il 13 ottobre 2018 mette a segno il suo primo gol con la nazionale maggiore, contro Cipro, nella partita valida per la UEFA Nations League che la Bulgaria vince per 2-1.

## Statistiche

### Presenze nei club
Statistiche aggiornate al 1° febbraio 2025.
| Stagione            | Squadra             | Campionato          | Campionato | Campionato | Coppe nazionali | Coppe nazionali | Coppe nazionali | Coppe continentali | Coppe continentali | Coppe continentali | Altre coppe | Altre coppe | Altre coppe | Totale | Totale | Totale |
| Stagione            | Squadra             | Comp                | Pres       | Reti       | Comp            | Pres            | Reti            | Comp               | Pres               | Reti               | Comp        | Pres        | Reti        | Pres   | Reti   |        |
| ------------------- | ------------------- | ------------------- | ---------- | ---------- | --------------- | --------------- | --------------- | ------------------ | ------------------ | ------------------ | ----------- | ----------- | ----------- | ------ | ------ | ------ |
| 2011-2012           | Liteks Loveč        | A                   | 1          | 0          | CB              | 0               | 0               | -                  | -                  | -                  | -           | -           | -           | 1      | 0      |        |
| 2012-2013           | Liteks Loveč        | A                   | 8          | 0          | CB              | 1               | 0               | -                  | -                  | -                  | -           | -           | -           | 9      | 0      |        |
| 2013-2014           | Liteks Loveč        | A                   | 3+3        | 1+1        | CB              | 4               | 0               | -                  | -                  | -                  | -           | -           | -           | 10     | 2      |        |
| 2014-2015           | Liteks Loveč        | A                   | 11+7       | 2          | CB              | 3               | 0               | UEL                | 0                  | 0                  | -           | -           | -           | 21     | 2      |        |
| 2015-2016           | Liteks Loveč        | A                   | 4          | 0          | CB              | 5               | 2               | -                  | -                  | -                  | -           | -           | -           | 9      | 2      |        |
| Totale Liteks Lovec | Totale Liteks Lovec | Totale Liteks Lovec | 37         | 4          |                 | 13              | 2               |                    | 0                  | 0                  |             | -           | -           | 50     | 6      |        |
| 2015-2016           | Liteks Loveč II     | B                   | 13         | 2          | -               | -               | -               | -                  | -                  | -                  | -           | -           | -           | 13     | 2      |        |
| 2016-2017           | CSKA Sofia II       | B                   | 1          | 0          | -               | -               | -               | -                  | -                  | -                  | -           | -           | -           | 1      | 0      |        |
| 2016-2017           | CSKA Sofia          | A                   | 17+8       | 2+2        | CB              | 0               | 0               | -                  | -                  | -                  | -           | -           | -           | 25     | 4      |        |
| 2017-2018           | CSKA Sofia          | A                   | 24+6       | 6+2        | CB              | 3               | 3               | -                  | -                  | -                  | -           | -           | -           | 33     | 11     |        |
| 2018- gen. 2019     | CSKA Sofia          | A                   | 16         | 8          | CB              | 1               | 0               | UEL                | 5                  | 2                  | -           | -           | -           | 22     | 10     |        |
| Totale CSKA Sofia   | Totale CSKA Sofia   | Totale CSKA Sofia   | 71         | 20         |                 | 4               | 3               |                    | 5                  | 2                  |             | -           | -           | 80     | 25     |        |
| gen.-giu. 2019      | Cagliari            | A                   | 4          | 0          | CI              | -               | -               | -                  | -                  | -                  | -           | -           | -           | 4      | 0      |        |
| 2019-2020           | Sturm Graz          | BL                  | 19         | 8          | CA              | 2               | 1               | -                  | -                  | -                  | -           | -           | -           | 21     | 9      |        |
| ago.-ott. 2020      | Cagliari            | A                   | 1          | 0          | CI              | 0               | 0               | -                  | -                  | -                  | -           | -           | -           | 1      | 0      |        |
| Totale Cagliari     | Totale Cagliari     | Totale Cagliari     | 5          | 0          |                 | 0               | 0               |                    | -                  | -                  |             | -           | -           | 5      | 0      |        |
| ott. 2020-2021      | Ludogorec           | A                   | 16+4       | 4+1        | CB              | 4               | 0               | UEL                | 4                  | 1                  | -           | -           | -           | 28     | 6      |        |
| 2021-2022           | Ludogorec           | A                   | 23+2       | 6          | CB              | 2               | 1               | UCL+UEL            | 7+6                | 2+1                | SB          | 1           | 0           | 41     | 10     |        |
| 2022-2023           | Ludogorec           | A                   | 26+4       | 11+3       | CB              | 4               | 0               | UCL+UEL+UECL       | 6+5+2              | 2+1+0              | SB          | 1           | 2           | 48     | 19     |        |
| set. 2023           | Ludogorec           | A                   | 4          | 2          | CB              | 0               | 0               | UCL+UEL            | 4+3                | 1+1                | SB          | 0           | 0           | 11     | 4      |        |
| Totale Ludogorec    | Totale Ludogorec    | Totale Ludogorec    | 79         | 27         |                 | 10              | 1               |                    | 37                 | 9                  |             | 2           | 2           | 128    | 39     |        |
| set. 2023-2024      | PAOK                | SL                  | 23+10      | 10+1       | CG              | 4               | 0               | UECL               | 10                 | 2                  | -           | -           | -           | 47     | 13     |        |
| 2024-2025           | PAOK                | SL                  | 20         | 4          | CG              | 3               | 0               | UCL+UEL            | 4+11               | 0+3                | -           | -           | -           | 38     | 7      |        |
| Totale PAOK         | Totale PAOK         | Totale PAOK         | 53         | 15         |                 | 7               | 0               |                    | 25                 | 5                  |             | -           | -           | 85     | 20     |        |
| Totale carriera     | Totale carriera     | Totale carriera     | 278        | 76         |                 | 36              | 7               |                    | 67                 | 16                 |             | 2           | 2           | 383    | 101    |        |

### Cronologia presenze e reti in nazionale
| Cronologia completa delle presenze e delle reti in nazionale ― Bulgaria | Cronologia completa delle presenze e delle reti in nazionale ― Bulgaria | Cronologia completa delle presenze e delle reti in nazionale ― Bulgaria | Cronologia completa delle presenze e delle reti in nazionale ― Bulgaria | Cronologia completa delle presenze e delle reti in nazionale ― Bulgaria | Cronologia completa delle presenze e delle reti in nazionale ― Bulgaria | Cronologia completa delle presenze e delle reti in nazionale ― Bulgaria | Cronologia completa delle presenze e delle reti in nazionale ― Bulgaria |
| Data                                                                    | Città                                                                   | In casa                                                                 | Risultato                                                               | Ospiti                                                                  | Competizione                                                            | Reti                                                                    | Note                                                                    |
| ----------------------------------------------------------------------- | ----------------------------------------------------------------------- | ----------------------------------------------------------------------- | ----------------------------------------------------------------------- | ----------------------------------------------------------------------- | ----------------------------------------------------------------------- | ----------------------------------------------------------------------- | ----------------------------------------------------------------------- |
| 7-2-2015                                                                | Adalia                                                                  | Romania                                                                 | 0 – 0                                                                   | Bulgaria                                                                | Amichevole                                                              | -                                                                       | 92’                                                                     |
| 23-3-2018                                                               | Razgrad                                                                 | Bulgaria                                                                | 0 – 1                                                                   | Bosnia ed Erzegovina                                                    | Amichevole                                                              | -                                                                       | 63’                                                                     |
| 6-9-2018                                                                | Lubiana                                                                 | Slovenia                                                                | 1 – 2                                                                   | Bulgaria                                                                | UEFA Nations League 2018-2019 - 1º turno                                | -                                                                       | 14’                                                                     |
| 9-9-2018                                                                | Sofia                                                                   | Bulgaria                                                                | 1 – 0                                                                   | Norvegia                                                                | UEFA Nations League 2018-2019 - 1º turno                                | -                                                                       | 74’                                                                     |
| 13-10-2018                                                              | Sofia                                                                   | Bulgaria                                                                | 2 – 0                                                                   | Cipro                                                                   | UEFA Nations League 2018-2019 - 1º turno                                | 1                                                                       | 75’                                                                     |
| 7-6-2019                                                                | Praga                                                                   | Rep. Ceca                                                               | 2 – 1                                                                   | Bulgaria                                                                | Qual. Euro 2020                                                         | -                                                                       | 46’                                                                     |
| 10-6-2019                                                               | Sofia                                                                   | Bulgaria                                                                | 2 – 3                                                                   | Kosovo                                                                  | Qual. Euro 2020                                                         | -                                                                       |                                                                         |
| 7-9-2019                                                                | Londra                                                                  | Inghilterra                                                             | 4 – 0                                                                   | Bulgaria                                                                | Qual. Euro 2020                                                         | -                                                                       | 67’                                                                     |
| 10-9-2019                                                               | Dublino                                                                 | Irlanda                                                                 | 3 – 1                                                                   | Bulgaria                                                                | Amichevole                                                              | -                                                                       | 68’                                                                     |
| 14-10-2019                                                              | Sofia                                                                   | Bulgaria                                                                | 0 – 6                                                                   | Inghilterra                                                             | Qual. Euro 2020                                                         | -                                                                       |                                                                         |
| 14-11-2019                                                              | Sofia                                                                   | Bulgaria                                                                | 0 – 1                                                                   | Paraguay                                                                | Amichevole                                                              | -                                                                       | 46’                                                                     |
| 17-11-2019                                                              | Sofia                                                                   | Bulgaria                                                                | 1 – 0                                                                   | Rep. Ceca                                                               | Qual. Euro 2020                                                         | -                                                                       | 69’                                                                     |
| 8-10-2020                                                               | Sofia                                                                   | Bulgaria                                                                | 1 – 3                                                                   | Ungheria                                                                | Qual. Euro 2020                                                         | -                                                                       | 58’                                                                     |
| 11-10-2020                                                              | Helsinki                                                                | Finlandia                                                               | 2 – 0                                                                   | Bulgaria                                                                | UEFA Nations League 2020-2021 - 1º turno                                | -                                                                       |                                                                         |
| 14-10-2020                                                              | Sofia                                                                   | Bulgaria                                                                | 0 – 1                                                                   | Galles                                                                  | UEFA Nations League 2020-2021 - 1º turno                                | -                                                                       |                                                                         |
| 25-3-2021                                                               | Sofia                                                                   | Bulgaria                                                                | 1 – 3                                                                   | Svizzera                                                                | Qual. Mondiali 2022                                                     | 1                                                                       | 48’                                                                     |
| 31-3-2021                                                               | Belfast                                                                 | Irlanda del Nord                                                        | 0 – 0                                                                   | Bulgaria                                                                | Qual. Mondiali 2022                                                     | -                                                                       |                                                                         |
| 1-6-2021                                                                | Ried im Innkreis                                                        | Bulgaria                                                                | 1 – 1                                                                   | Slovacchia                                                              | Amichevole                                                              | -                                                                       | 82’                                                                     |
| 5-6-2021                                                                | Mosca                                                                   | Russia                                                                  | 1 – 0                                                                   | Bulgaria                                                                | Amichevole                                                              | -                                                                       | Cap.                                                                    |
| 8-6-2021                                                                | Saint-Denis                                                             | Francia                                                                 | 3 – 0                                                                   | Bulgaria                                                                | Amichevole                                                              | -                                                                       | 48’ 58’                                                                 |
| 2-9-2021                                                                | Firenze                                                                 | Italia                                                                  | 1 – 1                                                                   | Bulgaria                                                                | Qual. Mondiali 2022                                                     | -                                                                       | 75’                                                                     |
| 5-9-2021                                                                | Sofia                                                                   | Bulgaria                                                                | 1 – 0                                                                   | Lituania                                                                | Qual. Mondiali 2022                                                     | -                                                                       |                                                                         |
| 9-10-2021                                                               | Vilnius                                                                 | Lituania                                                                | 3 – 1                                                                   | Bulgaria                                                                | Qual. Mondiali 2022                                                     | 1                                                                       |                                                                         |
| 12-10-2021                                                              | Sofia                                                                   | Bulgaria                                                                | 2 – 1                                                                   | Irlanda del Nord                                                        | Qual. Mondiali 2022                                                     | -                                                                       | Cap. 90+2’                                                              |
| 11-11-2021                                                              | Odessa                                                                  | Ucraina                                                                 | 1 – 1                                                                   | Bulgaria                                                                | Amichevole                                                              | -                                                                       | 69’                                                                     |
| 15-11-2021                                                              | Lucerna                                                                 | Svizzera                                                                | 4 – 0                                                                   | Bulgaria                                                                | Qual. Mondiali 2022                                                     | -                                                                       | 80’                                                                     |
| 26-3-2022                                                               | Al Rayyan                                                               | Qatar                                                                   | 2 – 1                                                                   | Bulgaria                                                                | Amichevole                                                              | 1                                                                       |                                                                         |
| 29-3-2022                                                               | Al Rayyan                                                               | Croazia                                                                 | 2 – 1                                                                   | Bulgaria                                                                | Amichevole                                                              | 1                                                                       | cap. 65’, 71’                                                           |
| 2-6-2022                                                                | Sofia                                                                   | Bulgaria                                                                | 1 – 1                                                                   | Macedonia del Nord                                                      | UEFA Nations League 2022-2023 - 1º turno                                | 1                                                                       |                                                                         |
| 5-6-2022                                                                | Razgrad                                                                 | Bulgaria                                                                | 2 – 5                                                                   | Georgia                                                                 | UEFA Nations League 2022-2023 - 1º turno                                | -                                                                       | 32’                                                                     |
| 9-6-2022                                                                | Gibilterra                                                              | Gibilterra                                                              | 1 – 1                                                                   | Bulgaria                                                                | UEFA Nations League 2022-2023 - 1º turno                                | -                                                                       | 71’                                                                     |
| 23-9-2022                                                               | Razgrad                                                                 | Bulgaria                                                                | 5 – 1                                                                   | Gibilterra                                                              | UEFA Nations League 2022-2023 - 1º turno                                | 1                                                                       | Cap. 60’                                                                |
| 26-9-2022                                                               | Skopje                                                                  | Macedonia del Nord                                                      | 0 – 1                                                                   | Bulgaria                                                                | UEFA Nations League 2022-2023 - 1º turno                                | 1                                                                       | Cap. 90+3’                                                              |
| 16-11-2022                                                              | Larnaca                                                                 | Cipro                                                                   | 0 – 2                                                                   | Bulgaria                                                                | Amichevole                                                              | 1                                                                       | Cap.                                                                    |
| 20-11-2022                                                              | Lussemburgo                                                             | Lussemburgo                                                             | 0 – 0                                                                   | Bulgaria                                                                | Amichevole                                                              | -                                                                       | Cap. 90’                                                                |
| 24-3-2023                                                               | Sofia                                                                   | Bulgaria                                                                | 0 – 1                                                                   | Montenegro                                                              | Qual. Euro 2024                                                         | -                                                                       | Cap.                                                                    |
| 27-3-2023                                                               | Budapest                                                                | Ungheria                                                                | 3 – 0                                                                   | Bulgaria                                                                | Qual. Euro 2024                                                         | -                                                                       | Cap. 57’                                                                |
| 17-6-2023                                                               | Kaunas                                                                  | Lituania                                                                | 1 – 1                                                                   | Bulgaria                                                                | Qual. Euro 2024                                                         | -                                                                       | Cap. 74’                                                                |
| 20-6-2023                                                               | Razgrad                                                                 | Bulgaria                                                                | 1 – 1                                                                   | Serbia                                                                  | Qual. Euro 2024                                                         | 1                                                                       | Cap. 78’                                                                |
| 7-9-2023                                                                | Plovdiv                                                                 | Bulgaria                                                                | 0 – 1                                                                   | Iran                                                                    | Amichevole                                                              | -                                                                       | Cap.                                                                    |
| 10-9-2023                                                               | Podgorica                                                               | Montenegro                                                              | 2 – 1                                                                   | Bulgaria                                                                | Qual. Euro 2024                                                         | -                                                                       | Cap.                                                                    |
| 14-10-2023                                                              | Sofia                                                                   | Bulgaria                                                                | 0 – 2                                                                   | Lituania                                                                | Qual. Euro 2024                                                         | -                                                                       | Cap. 71’                                                                |
| 17-10-2023                                                              | Tirana                                                                  | Albania                                                                 | 2 – 0                                                                   | Bulgaria                                                                | Amichevole                                                              | -                                                                       | Cap.                                                                    |
| 16-11-2023                                                              | Sofia                                                                   | Bulgaria                                                                | 2 – 2                                                                   | Ungheria                                                                | Qual. Euro 2024                                                         | 1                                                                       | Cap. 83’                                                                |
| 19-11-2023                                                              | Leskovac                                                                | Serbia                                                                  | 2 – 2                                                                   | Bulgaria                                                                | Qual. Euro 2024                                                         | 1                                                                       | Cap. 90’                                                                |
| 22-3-2024                                                               | Baku                                                                    | Tanzania                                                                | 0 – 1                                                                   | Bulgaria                                                                | Amichevole                                                              | 1                                                                       | Cap. 74’                                                                |
| 25-3-2024                                                               | Baku                                                                    | Azerbaigian                                                             | 1 – 1                                                                   | Bulgaria                                                                | Amichevole                                                              | -                                                                       | Cap.                                                                    |
| 4-6-2024                                                                | Bucarest                                                                | Romania                                                                 | 0 – 0                                                                   | Bulgaria                                                                | Amichevole                                                              | -                                                                       | Cap. 71’                                                                |
| 8-6-2024                                                                | Lubiana                                                                 | Slovenia                                                                | 1 – 1                                                                   | Bulgaria                                                                | Amichevole                                                              | 1                                                                       | Cap. 78’                                                                |
| 5-9-2024                                                                | Zalaegerszeg                                                            | Bielorussia                                                             | 0 – 0                                                                   | Bulgaria                                                                | UEFA Nations League 2024-2025 - 1º turno                                | -                                                                       | Cap. 82’                                                                |
| 8-9-2024                                                                | Plovdiv                                                                 | Bulgaria                                                                | 1 – 0                                                                   | Irlanda del Nord                                                        | UEFA Nations League 2024-2025 - 1º turno                                | 1                                                                       | Cap. 77’                                                                |
| 12-10-2024                                                              | Plovdiv                                                                 | Bulgaria                                                                | 0 – 0                                                                   | Lussemburgo                                                             | UEFA Nations League 2024-2025 - 1º turno                                | -                                                                       | Cap.                                                                    |
| 15-10-2024                                                              | Belfast                                                                 | Irlanda del Nord                                                        | 5 – 0                                                                   | Bulgaria                                                                | UEFA Nations League 2024-2025 - 1º turno                                | -                                                                       | Cap. 30’ 85’                                                            |
| 15-11-2024                                                              | Lussemburgo                                                             | Lussemburgo                                                             | 0 – 1                                                                   | Bulgaria                                                                | UEFA Nations League 2024-2025 - 1º turno                                | -                                                                       | Cap. 28’                                                                |
| 20-3-2025                                                               | Plovdiv                                                                 | Bulgaria                                                                | 1 – 2                                                                   | Irlanda                                                                 | UEFA Nations League 2024-2025 - Play-off                                | -                                                                       | Cap.                                                                    |
| 23-3-2025                                                               | Dublino                                                                 | Irlanda                                                                 | 2 – 1                                                                   | Bulgaria                                                                | UEFA Nations League 2024-2025 - Play-off                                | -                                                                       | Cap.                                                                    |
| Totale                                                                  |                                                                         | Presenze                                                                | 56                                                                      |                                                                         | Reti                                                                    | 15                                                                      |                                                                         |

| Cronologia completa delle presenze e delle reti in nazionale ― Bulgaria under 21 | Cronologia completa delle presenze e delle reti in nazionale ― Bulgaria under 21 | Cronologia completa delle presenze e delle reti in nazionale ― Bulgaria under 21 | Cronologia completa delle presenze e delle reti in nazionale ― Bulgaria under 21 | Cronologia completa delle presenze e delle reti in nazionale ― Bulgaria under 21 | Cronologia completa delle presenze e delle reti in nazionale ― Bulgaria under 21 | Cronologia completa delle presenze e delle reti in nazionale ― Bulgaria under 21 | Cronologia completa delle presenze e delle reti in nazionale ― Bulgaria under 21 |
| Data                                                                             | Città                                                                            | In casa                                                                          | Risultato                                                                        | Ospiti                                                                           | Competizione                                                                     | Reti                                                                             | Note                                                                             |
| -------------------------------------------------------------------------------- | -------------------------------------------------------------------------------- | -------------------------------------------------------------------------------- | -------------------------------------------------------------------------------- | -------------------------------------------------------------------------------- | -------------------------------------------------------------------------------- | -------------------------------------------------------------------------------- | -------------------------------------------------------------------------------- |
| 31-3-2015                                                                        | Cardiff                                                                          | Galles under 21                                                                  | 3 – 1                                                                            | Bulgaria under 21                                                                | Qual. Europeo Under-21 2017                                                      | -                                                                                | 70’                                                                              |
| 8-9-2015                                                                         | Razgrad                                                                          | Bulgaria under 21                                                                | 3 – 0                                                                            | Lussemburgo under 21                                                             | Qual. Europeo Under-21 2017                                                      | 1                                                                                | 29’                                                                              |
| 9-10-2015                                                                        | Stara Zagora                                                                     | Bulgaria under 21                                                                | 2 – 0                                                                            | Armenia under 21                                                                 | Qual. Europeo Under-21 2017                                                      | -                                                                                | 65’                                                                              |
| 13-10-2015                                                                       | Aalborg                                                                          | Danimarca under 21                                                               | 1 – 0                                                                            | Bulgaria under 21                                                                | Qual. Europeo Under-21 2017                                                      | -                                                                                | 57’                                                                              |
| 20-5-2016                                                                        | Aubagne                                                                          | Bulgaria under 21                                                                | 0 – 1                                                                            | Francia under 21                                                                 | Amichevole                                                                       | -                                                                                | 73’                                                                              |
| 22-5-2016                                                                        | Salon-de-Provence                                                                | Rep. Ceca under 21                                                               | 0 – 0                                                                            | Bulgaria under 21                                                                | Amichevole                                                                       | -                                                                                |                                                                                  |
| 24-5-2016                                                                        | Hyères                                                                           | Bulgaria under 21                                                                | 0 – 1                                                                            | Messico under 21                                                                 | Amichevole                                                                       | -                                                                                |                                                                                  |
| 6-9-2016                                                                         | Erevan                                                                           | Armenia under 21                                                                 | 0 – 1                                                                            | Bulgaria under 21                                                                | Qual. Europeo Under-21 2017                                                      | -                                                                                |                                                                                  |
| 7-10-2016                                                                        | Stara Zagora                                                                     | Bulgaria under 21                                                                | 0 – 3                                                                            | Danimarca under 21                                                               | Qual. Europeo Under-21 2017                                                      | -                                                                                | 51’                                                                              |
| 11-10-2016                                                                       | Stara Zagora                                                                     | Bulgaria under 21                                                                | 2 – 0                                                                            | Romania under 21                                                                 | Qual. Europeo Under-21 2017                                                      | -                                                                                | 63’                                                                              |
| 6-10-2017                                                                        | Stara Zagora                                                                     | Bulgaria under 21                                                                | 2 – 2                                                                            | Kazakistan under 21                                                              | Qual. Europeo Under-21 2019                                                      | 1                                                                                |                                                                                  |
| 10-10-2017                                                                       | Astana                                                                           | Kazakistan under 21                                                              | 1 – 1                                                                            | Bulgaria under 21                                                                | Qual. Europeo Under-21 2019                                                      | -                                                                                |                                                                                  |
| 9-11-2017                                                                        | Le Mans                                                                          | Francia under 21                                                                 | 3 – 0                                                                            | Bulgaria under 21                                                                | Qual. Europeo Under-21 2019                                                      | -                                                                                | 63’                                                                              |
| 14-11-2017                                                                       | Stara Zagora                                                                     | Bulgaria under 21                                                                | 3 – 1                                                                            | Montenegro under 21                                                              | Qual. Europeo Under-21 2019                                                      | 1                                                                                | 79’                                                                              |
| 27-3-2018                                                                        | Stara Zagora                                                                     | Bulgaria under 21                                                                | 3 – 0                                                                            | Slovenia under 21                                                                | Qual. Europeo Under-21 2019                                                      | 2                                                                                | 87’                                                                              |
| Totale                                                                           |                                                                                  | Presenze                                                                         | 15                                                                               |                                                                                  | Reti                                                                             | 5                                                                                |                                                                                  |

## Palmarès

### Club

#### Competizioni nazionali
- Campionato bulgaro: 3

Ludogorec: 2020-2021, 2021-2022, 2022-2023
- Supercoppa di Bulgaria: 2

Ludogorec: 2021, 2022
- Coppa di Bulgaria: 1

Ludogorec: 2022-2023
- Campionato greco: 1

PAOK: 2023-2024

### Individuale
- Calciatore bulgaro dell'anno: 3

2018, 2021, 2022